# Zjitnitsa (distrikt i Bulgarien, Varna)
Zjitnitsa (bulgariska: Житница) är ett distrikt i Bulgarien.   Det ligger i kommunen Obsjtina Provadija och regionen Oblast Varna, i den östra delen av landet, 300 km öster om huvudstaden Sofia.
Trakten runt Zjitnitsa består till största delen av jordbruksmark. Runt Zjitnitsa är det ganska glesbefolkat, med 34 invånare per kvadratkilometer.